# ラッセル・フレンド
ラッセル・フレンド（Russel Friend）は、アメリカ合衆国の脚本家、テレビプロデューサーである。フォックスのシリーズ『Dr.HOUSE』で脚本家とエグゼクティブ・プロデューサーを務め、第6シーズン初回「壊れたハウス」を執筆したことにより2010年に全米脚本家組合賞を受賞した。ギャレット・ラーナーと共に脚本を書く事が多い。

## キャリア
CBSのシリーズ『LA大捜査線/マーシャル・ロー』で脚本家としてのキャリアが始まる。1990年代後半から2000年代前半『FreakyLinks』、『ロズウェル - 星の恋人たち』、『John Doe』、『ボストン・パブリック』、『LAX』、『ヤング・スーパーマン』で脚本やプロデューサーを務める。2005円、フレンドはラーナーと共に医療ミステリー『Dr.HOUSE』の脚本スタッフとなる。初めて執筆したエピソードは第2シーズン第1話「命の重み」である。2007年の第4シーズンからはエグゼクティブ・プロデューサーに昇格した。他に『glee/グリー』でコンサルティング・プロデューサーを務めている。

## 主な脚本作品
以下はすべてギャレット・ラーナーとの共同執筆である。

### 『Dr.HOUSE』
| - 第2シーズン第1話「命の重み」 - 第2シーズン第13話「心と体」 - 第2シーズン第21話「恐れる医師 後編」 - 第3シーズン第1話「生まれ変わったハウス」 - 第3シーズン第2話「宇宙人の襲来」 - 第3シーズン第17話「胎児の秘密」 - 第4シーズン第3話「突き刺したナイフ」 - 第4シーズン第15話「ハウスの脳」 - 第4シーズン第16話「ウィルソンの心臓」 | - 第5シーズン第10話「ダイエットの罠」 - 第5シーズン第19話「閉じ込められた心」 - 第6シーズン第1-2話「壊れたハウス（前編・後編）」 - 第6シーズン第13話「家族の絆」 - 第6シーズン第17話「消えた赤ん坊」 - 第6シーズン第22話「がれきの下」 - 第7シーズン第22話「時間外診療」 - 第8シーズン第11話「Nobody's Fault」 - 第8シーズン第21話「Holding On」 |

### 『glee/グリー』
- 第4シーズン第8話「母校に帰ろう!（英語版）」
- 第4シーズン第17話「どうしても止められない!（英語版）」

## 受賞とノミネート
『Dr.HOUSE』の第6シーズン初回「壊れたハウス」により、共同執筆者のギャレット・ラーナー、デヴィッド・フォスター and デイヴィッド・ショアと共に全米脚本家組合賞を受賞した。また、『Dr.HOUSE』のプロデューサーとしてプライムタイム・エミー賞に4度ノミネートされた。